# Папилион (Небраска)
Папилион (енгл. Papillion) град је у америчкој савезној држави Небраска.

## Демографија
По попису из 2010. године број становника је 18.894, што је 2.531 (15,5%) становника више него 2000. године.
| Група             | 2000.          | 2010.          |
| Белци             | 14.976 (91,5%) | 16.546 (87,6%) |
| Афроамериканци    | 402 (2,5%)     | 617 (3,3%)     |
| Азијати           | 230 (1,4%)     | 281 (1,5%)     |
| Хиспаноамериканци | 478 (2,9%)     | 987 (5,2%)     |
| Укупно            | 16.363         | 18.894         |